# Вальтер де Греф
Вальтер де Греф (фр. Walter De Greef, нар. 13 листопада 1957) — бельгійський футболіст, що грав на позиції півзахисника, зокрема за «Андерлехт» та національну збірну Бельгії.
Дворазовий чемпіон Бельгії. Володар Суперкубка Бельгії. Володар Кубка УЄФА. 

## Клубна кар'єра
У дорослому футболі дебютував 1976 року виступами за команду «Берінген», у якій провів п'ять сезонів, взявши участь у 86 матчах чемпіонату. 
Своєю грою за цю команду привернув увагу представників тренерського штабу клубу «Андерлехт», до складу якого приєднався 1981 року. Відіграв за команду з Андерлехта наступні п'ять сезонів своєї ігрової кар'єри. Більшість часу, проведеного у складі «Андерлехта», був основним гравцем команди. За цей час двічі виборював титул чемпіона Бельгії, ставав володарем Кубка УЄФА.
Згодом з 1986 по 1988 рік грав у складі команд «Вінер Шпорт-Клуб» та «Локерен».
Завершив ігрову кар'єру у команді «Патро Ейсде», за яку виступав протягом 1988—1989 років.

## Виступи за збірну
У 1984 році дебютував в офіційних матчах у складі національної збірної Бельгії.
Загалом того року провів у її формі 5 матчів, зокрема три гри в рамках Євро-1984.
| Дата      | Місто     | Господарі | Результат | Гості    | Турнір             | Голи | Примітки |
| --------- | --------- | --------- | --------- | -------- | ------------------ | ---- | -------- |
| 17-4-1984 | Варшава   | Польща    | 0 – 1     | Бельгія  | товариський матч   | -    |          |
| 6-6-1984  | Брюссель  | Бельгія   | 2 – 2     | Угорщина | товариський матч   | -    |          |
| 13-6-1984 | Ланс      | Югославія | 0 – 2     | Бельгія  | ЧЄ 1984 - 1-й етап | -    |          |
| 16-6-1984 | Нант      | Франція   | 5 – 0     | Бельгія  | ЧЄ 1984 - 1-й етап | -    |          |
| 19-6-1984 | Страсбург | Бельгія   | 2 – 3     | Данія    | ЧЄ 1984 - 1-й етап | -    | 62'      |
| Усього    |           | Матчів    | 5         |          | Голів              | 0    |          |

## Титули і досягнення
- Чемпіон Бельгії (2):

«Андерлехт»: 1984-1985, 1985-1986
- Володар Суперкубка Бельгії (1):

«Андерлехт»: 1985
- Володар Кубка УЄФА (1):

«Андерлехт»: 1982-1983